# Trittbrett

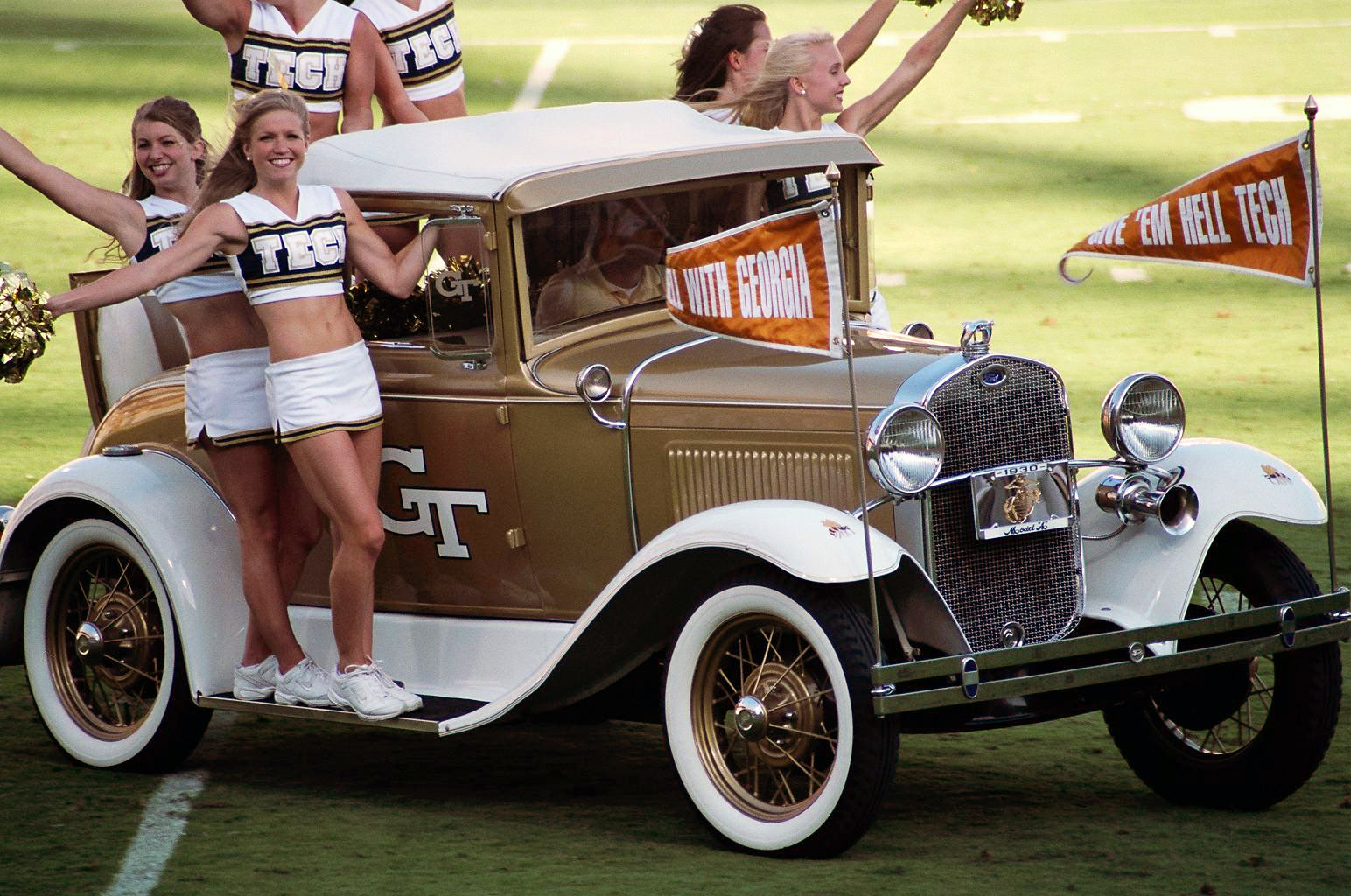
Cheerleaders als Trittbrettfahrerinnen eines Ford Modell A.

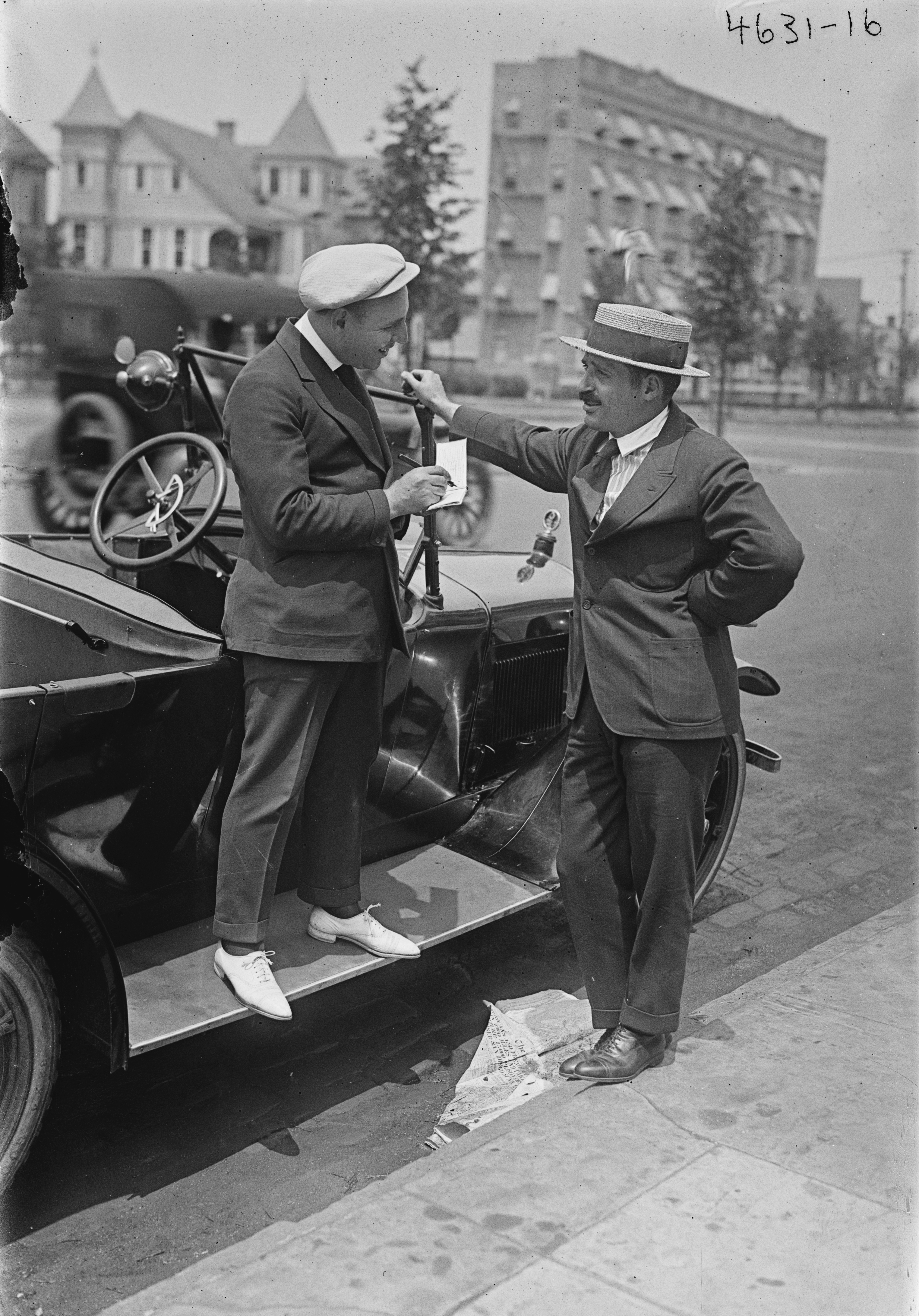
Arthur Fields gibt auf dem Trittbrett seines Autos ein Autogramm

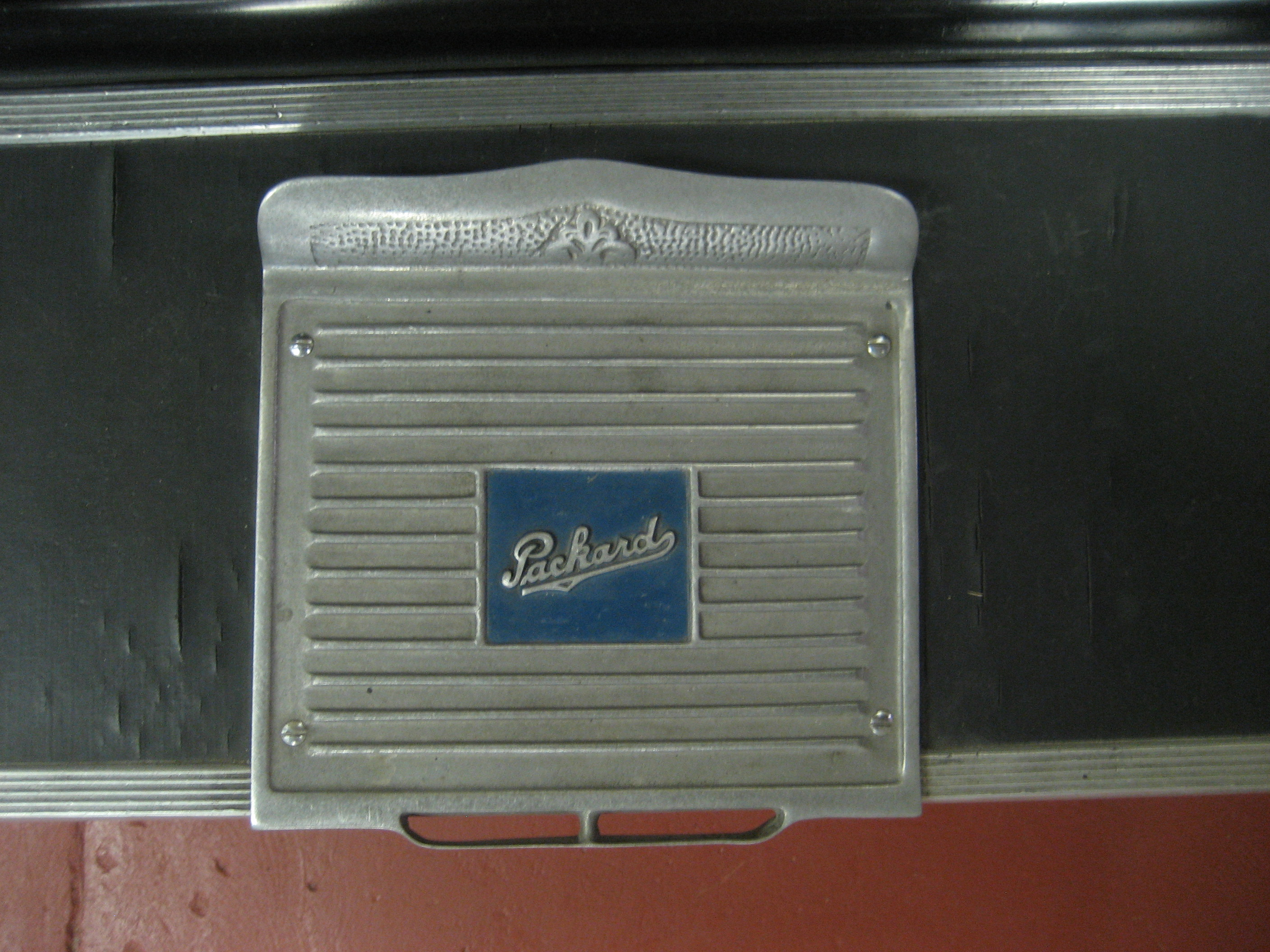
1925 Packard Trittbrett mit Riffeln und Schuhkratzer

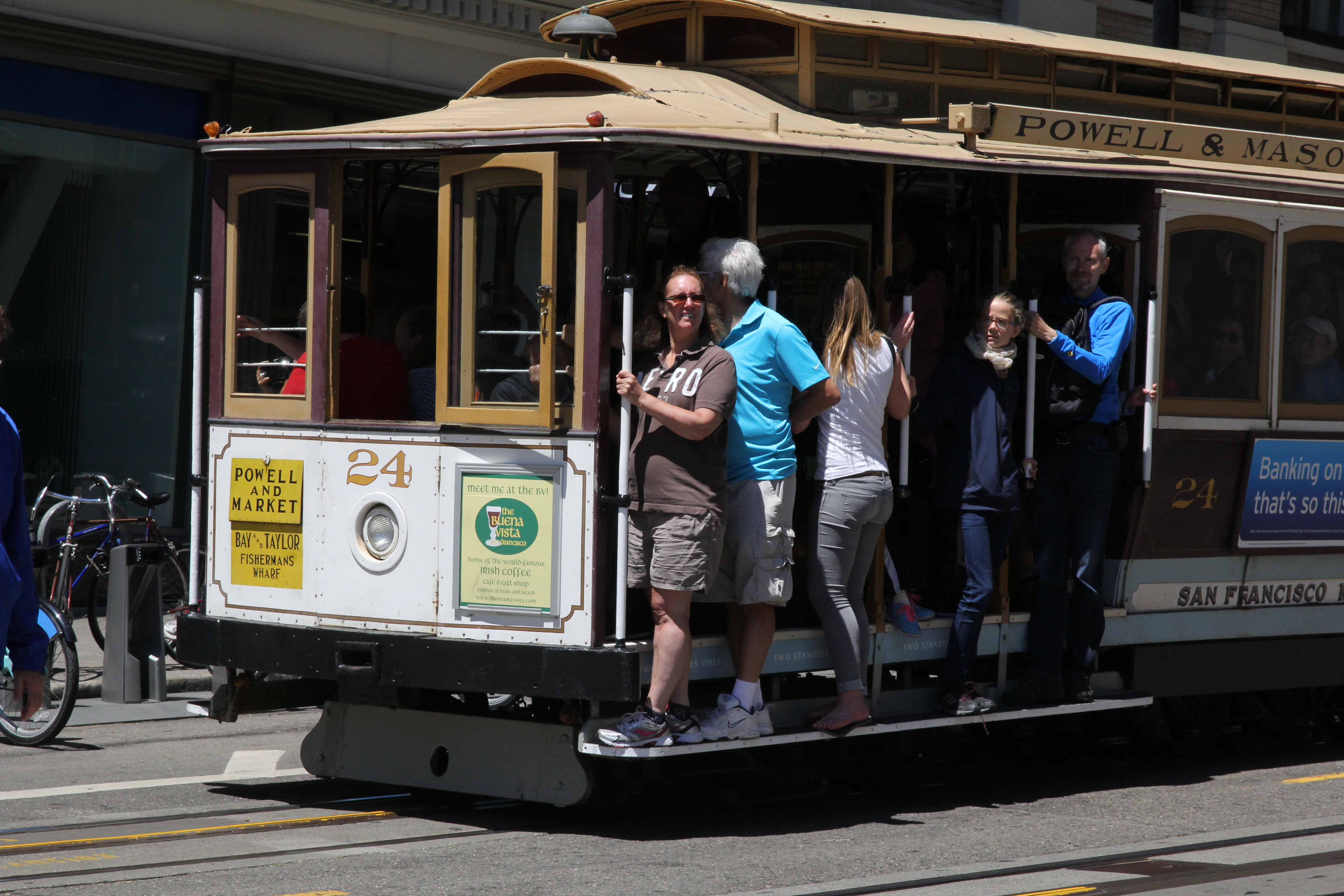
Trittbrettfahrer auf einem Straßenbahnwagen der San Francisco Cable Cars

Ein Trittbrett ist ein Automobilanbauteil, das als schmale – nicht ausklappbare – Stufe unter den Seitentüren eines Fahrzeugs angebracht ist. Es erleichtert den Einstieg, insbesondere bei hohen Fahrzeugen wie Geländefahrzeugen und Pick-ups. Es ist typisch für Oldtimer, die sehr viel mehr Bodenfreiheit hatten als heutige Fahrzeuge, und wird heute auch als modisches Zierteil an Fahrzeugen eingesetzt, die es eigentlich gar nicht benötigen.
Die Trittbretter konnten auch mit Riffeln und Schuhabkratzern zur Sohlenreinigung ausgestattet sein. Trittbretter werden gelegentlich auch dazu benutzt, um darauf zu stehen, während ein Fahrzeug in Bewegung ist.
Auch bei einigen historischen Kutschen oder Straßenbahnen wurden manchmal Trittbretter verbaut.